# Led Zeppelin IV
Led Zeppelin IV – czwarty album zespołu rockowego Led Zeppelin, wydany w 1971. Ponieważ nie miał tytułu, nadano mu różne nazwy m.in. Four Symbols (ze względu na cztery symbole umieszczone na nim), Zoso, najbardziej znaną i najczęściej stosowaną nazwą płyty jest tytuł Led Zeppelin IV. W 2003 album został sklasyfikowany na 66. miejscu listy 500 albumów wszech czasów magazynu Rolling Stone.

## Charakterystyka albumu
Jeśli Led Zeppelin i Led Zeppelin II uznać za albumy bluesowe i hardrockowe, a Led Zeppelin III za koncentrujący się na folku, to niezatytułowany album należy traktować jak połączenie rozwijanych na trzech poprzednich wydawnictwach stylów. Hard rock odnaleźć można w przeboju „Black Dog” oraz w nieco funkowym „Four Sticks” (nazwa utworu wzięła się stąd, że Bonham podobno grał w nim na perkusji czterema pałeczkami). Do bluesa zbliżony jest utwór „When the Levee Breaks”, utrzymany w przygnębiającym, apokaliptycznym nastroju, opowiada o losach człowieka, który stracił swój dom (z powodu przerwania tamy) i musi opuścić rodzinne strony. Jimmy’ego Page’a grającego na gitarze akustycznej można usłyszeć w balladzie „Going to California”, a także w folkowym utworze „The Battle of Evermore”. Utwór ten oparty jest na delikatnych dźwiękach mandoliny Johna Paula Jonesa. Robert Plant łączy tu swe siły z wokalistką Sandy Denny.
Mimo tego eklektyzmu najbardziej znanym utworem z albumu jest „Stairway to Heaven”, Rozpoczyna się on dźwiękami gitary akustycznej, później stopniowo zwiększa tempo, by w finale przejść w czysty hard rock z ekspresyjnym wokalem i charakterystycznym solo Page’a.
Czwarty album Led Zeppelin sprzedał się do dziś w ponad dwudziestomilionowym nakładzie.

## Lista utworów
| 1. | „Black Dog” – (Page/Plant/Jones)                           | 4:54  |
|    |                                                            |       |
| 2. | „Rock and Roll” – (Page/Plant/Jones/Bonham)                | 3:40  |
|    |                                                            |       |
| 3. | „The Battle of Evermore” – (Page/Plant)                    | 5:51  |
|    |                                                            |       |
| 4. | „Stairway to Heaven” – (Page/Plant)                        | 8:00  |
|    |                                                            |       |
| 5. | „Misty Mountain Hop” – (Page/Plant/Jones)                  | 4:38  |
|    |                                                            |       |
| 6. | „Four Sticks” – (Page/Plant)                               | 4:44  |
|    |                                                            |       |
| 7. | „Going to California” – (Page/Plant)                       | 3:31  |
|    |                                                            |       |
| 8. | „When the Levee Breaks” – (Page/Plant/Jones/Bonham/Minnie) | 7:07  |
|    |                                                            |       |
|    |                                                            | 42:25 |
|    |                                                            |       |

## Twórcy
- Jimmy Page – producent, remastering, gitara elektryczna, gitara akustyczna
- Robert Plant – śpiew, harmonijka ustna
- John Bonham – perkusja
- John Paul Jones – gitara basowa, instrumenty klawiszowe, mandolina, flet prosty
- Sandy Denny – śpiew (The Battle of Evermore)
- Peter Grant – producent wykonawczy
- George Chkiantz – miksowanie
- Andy Johns – inżynier dźwięku, miksowanie
- George Marino – remastering
- Graphreaks – design
- Barrington Colby – wewnętrzna ilustracja